# Wilhelm Hennings
Carsten Wilhelm Hinrich Hennings, född 27 juli 1716 i Glückstadt, död 26 januari 1794 i Köpenhamn, var en dansk kirurg.
Efter att ha fått sin första utbildning hos amtskirurger och studerade från 1738 vid Theatrum anatomico-chirurgicum i Köpenhamn, där han 1748 tog kirurgisk examen. År 1755 begav han sig på studieresa till utlandet, men kallades 1758 hem som medikus vid fältsjukhusen i Holsten. Vid Simon Crügers död blev han 1760 generaldirektör för kirurgin i Danmark (och Norge) och som sådan föreståndare for den kirurgiska läroanstalten, men besatt inte sin företrädares energiska karaktär. Den kirurgiska läroanstalten gick otvivelaktigt tillbaka under hans ledning intill han tillsammans med några andra kirurger 1785 fick anstalten ombildad till den kungliga kirurgiska akademin, som vars förste lärare han verkade fram till sin död.